# Vale do Paraibuna
Grêmio Recreativo e Escola de Samba Vale do Paraibuna (GRES Vale do Paraibuna) é uma escola de samba da cidade de Juiz de Fora, no estado brasileiro de Minas Gerais.

## História
A Vale do Paraibuna foi fundada em 8 de março de 1999, com reduto no Santo Antônio. Sua origem está ligada ao bloco Boca Maldita, que percorreu as ruas do bairro durante quatro anos, ganhando respeito e reunindo mais de 1.500 componentes. A estréia nos desfiles competitivos aconteceu em 2000. De lá para cá, vem se destacando entre as escolas juizforanas e conquistando seu espaço na Folia de Momo. Em 2009, ganhou a simpatia do público e a admiração dos jurados com o enredo A Vale de vento em popa avisa aos navegantes que tem carnaval no fogo, garotas e samba na Atlântida Tupiniquim, com o qual obteve o vice-campeonato no Grupo A, hoje denominado Grupo B. Em 2010, a Vale voltou ao grupo especial, mas não obteve uma boa colocação e em 2011 desfila pelo Grupo B. Em 2011 faz uma reedição do samba de 1972 da escola Castelo de Ouro.
Em 2010 com o enredo sobre as aguas a escola obteve a ultima colocação descendo para o grupo B.

## Segmentos

### Presidentes
| Nome                        | Mandato      | Ref.  |
| Desconhecido                | 2018 - Atual |       |
| --------------------------- | ------------ | ----- |
| Valtencir Feliciano Ribeiro | 2000 - 2018  | [ 2 ] |

### Diretores
| Ano  | Diretor de Carnaval | Diretor geral de harmonia | Mestre de bateria | Ref.  |
| ---- | ------------------- | ------------------------- | ----------------- | ----- |
| 2013 |                     |                           | Caio              | [ 2 ] |
| 2016 |                     |                           |                   |       |

### Coreógrafo
| Ano  | Nome | Ref. |
| ---- | ---- | ---- |
| 2015 |      |      |
| 2016 |      |      |

### Casal de Mestre-sala e Porta-bandeira
| Ano  | Nome                               | Ref.  |
| ---- | ---------------------------------- | ----- |
| 2013 | Aloízio Beija-Flor e Beth Siqueira | [ 2 ] |
| 2016 |                                    |       |

### Rainhas de bateria
| Período | Rainha | Madrinha | Ref. |
| ------- | ------ | -------- | ---- |
| 2015    |        |          |      |
| 2016    |        |          |      |

## Carnavais
| Ano  | Colocação   | Grupo | Enredo | Carnavalesco                  | Intérprete    | Ref.                                         |
| ---- | ----------- | ----- | --- | ----------------------------- | ------------- | -------------------------------------------- |
| 2000 |             | B     | Meu Santo, meu bairro, minha cidade |                               |               | [ 1 ]                                        |
| 2001 | 3º lugar    | B     | Grupo Teatral Divulgação |                               |               | [ 1 ]                                        |
| 2002 | Vice-campeã | B     | Avenida da Arte: Eliardo França |                               |               | [ 1 ]                                        |
| 2003 | 7º lugar    | A     | João Gonçalves Carriço: tudo vê, tudo sabe, tudo informa |                               |               | [ 1 ]                                        |
| 2004 | Vice-campeã | B     | O Mundo Mágico, Místico e Maravilhoso dos Sonhos | Fabinho Esteves               |               | [ 1 ] [ 5 ]                                  |
| 2005 | Vice-campeã | B     | Noite Passada | Diomário de Deus              |               | [ 1 ] [ 6 ] [ 7 ]                            |
| 2006 | Campeã      | B     | Omi a criação do mundo na tradição Iorubá acima de Deus nada, abaixo de Deus água                                                                                    | Diomario de Deus              |               | [ 1 ] [ 8 ] [ 9 ]                            |
| 2007 | 6º lugar    | A     | O vale põe a água pra ferver e no carnaval canta o vinho da Arábia - café, lenda e poesia: uma história de amor e paixão                                             | Marcos Conegundes             |               | [ 1 ] [ 10 ] [ 11 ] [ 12 ]                   |
| 2008 | 6º lugar    | B     | O quinto dos infernos - da loucura de uma rainha ao reino do carnaval                                                                                                | Diomário de Deus e Michel Sad |               | [ 1 ] [ 13 ] [ 14 ]                          |
| 2009 | Vice-campeã | B     | A Vale de vento em popa avisa aos navegantes que tem carnaval no fogo, garotas e samba na Atlântida Tupiniquim                                                       | Saulo Saúde e Marcos Nienk    |               | [ 15 ] [ 16 ]                                |
| 2010 | 6º lugar    | A     | Espelhos D´Água – Reflexo da Alma, Olhos do Mundo, do Olimpo Divino ao Eterno Caminho                                                                                | Saulo Saúde                   |               | [ 3 ] [ 17 ] [ 18 ]                          |
| 2011 | 5º lugar    | B     | Nas Asas do Gavião, a Vale Voa Sobre As Terras Tupiniquins, Mostrando as Festas do Folclore Brasileiro Compositores:José Benedito Martins (Bené) e Zezé do Pandeiro. | Hamilton Sabião               |               | [ 19 ] [ 20 ]                                |
| 2012 | Campeã      | C     | O negro é arte na Bahia | Hamilton Sabião               |               | [ 21 ] [ 22 ]                                |
| 2013 | 6º lugar    | B     | Pimpinella – Um rei de muitas cores e várias faces | Diomário de Deus              | Ailton Jacaré | [ 2 ] [ 23 ]                                 |
| 2014 | Campeã      | C     | Paz e Amor, Bicho! | Diomario de Deus              |               | [ 24 ] [ 25 ]                                |
| 2015 | 5º lugar    | B     | Caravana do circo Compositores: Sergio Português, Bebeto Português e Nilmar Romano.                                                                                  | Diomário de Deus              |               | Ney Gerald, Ivanir Ferreira e Jerônimo Silva |
| 2016 |             | C     | |                               |               |                                              |